# 格拉尼特涅 (莫納斯特里斯卡區)
49°5′0″N 25°1′0″E / 49.08333°N 25.01667°E
格拉尼特涅（烏克蘭語：Гранітне）是位於烏克蘭西部特諾皮爾州裏喬爾特基夫區的村莊，始建於1466年，面積2.65平方公里，2001年人口384，人口密度每平方公里144.7人。